# Кладбище советских солдат (Ключборк)
Кладбище советских солдат (пол. Cmentarz Żołnierzy Radzieckich) — кладбище, находящееся на улице Опольской в городе Ключборк, Польша. На кладбище похоронены советские военнослужащие, погибшие во время боёв в Ключборке и его окрестностях во время Второй мировой войны. Кладбище внесено в реестр охраняемых исторических памятников Опольского воеводства (А 146/86).

## История
Кладбище было создано в 1945 году на месте разрушенного немецкими властями еврейского кладбища. На кладбище похоронено 6278 погибших военнослужащих Советской Армии.
21 ноября 1986 года кладбище советских солдат было внесено в реестр охраняемых исторических памятников Опольского воеводства.

## Похороненные на кладбище
- Василишин Михаил Иванович (1910—1945) — Герой Украины (могила № 152[1]).
- Бессонов Павел Васильевич (1909—1945) — старшина , могила № 75[источник не указан 2703 дня]
- Секретарюк Афанасий Михайлович (1909—1945.01.29) — гвардии младший сержант, могила № 24[источник не указан 2703 дня]
- Ущаповский Петр Маркович (1912—1945) — командир 2 танкового батальона, 100 танковой бригады, 31 танкового корпуса, убит в боях за город Гротткау 05.02.1945, могила № 11[источник не указан 2703 дня].
- Симак Иван Павлович (1910—1945) — лейтенант, командир пулеметного взвода.